# Rodedriehoekslak
De rodedriehoekslak (Triboniophorus graeffei) is een slakkensoort uit de familie van de Athoracophoridae. De wetenschappelijke naam van de soort werd in 1863 voor het eerst geldig gepubliceerd door Aloïs Humbert. Triboniophorus graeffei is de typesoort van het geslacht Triboniophorus.
Deze grote (tot 15 centimeter), vaak kleurrijke en opvallend uitziende soort komt voor in het oosten van Australië. Het is de grootste inheemse landslak van Australië en een algemeen onderdeel van de fauna aldaar.

## Beschrijving
Deze slakken hebben twee tentakels, niet vier. Net als andere Athoracophoridae hebben ze een patroon op hun rug dat lijkt op de nerven van een blad. De lengte van hun lichaam kan 14 cm bedragen.
Hun kleur is erg variabel. Ze kunnen wit, gebroken wit, geel, donker of lichtgrijs, beige, roze, rood of olijfgroen zijn. Elk van de gekleurde vormen presenteert op zijn mantel een rode driehoek (mogelijk oranje, magenta of bruin) die zijn pneumostoma (ademhalingsopening) omgeeft en een rode lijn aan de rand van de voet. De textuur van de rug van de slak kan glad of erg ruw zijn. Juvenielen missen de typische rode rand van de voet en de rode driehoek van volwassenen, maar vertonen drie donkergrijze banden langs hun dorsale oppervlak en een driehoekig "schild" omgeven door grijs.
Deze slakensoort heeft een ongebruikelijk afweermechanisme. Het kan een soort plakkerig slijm afscheiden (anders dan het gladde slijm dat wordt afgescheiden wanneer het beweegt) dat sterk genoeg is om dagenlang roofdieren vast te houden. Dat geeft de slak genoeg tijd om met een slakkengang te ontsnappen. Deze lijm is sterker in vochtige omstandigheden en wordt minder plakkerig als hij opdroogt. De cellen die verantwoordelijk zijn voor deze lijmafscheiding bevinden zich op het dorsale oppervlak.

## Verspreiding
Deze slakkensoort komt voor aan de oostkust van Australië, van New South Wales tot Queensland. Een aangesloten felroze soort, Triboniophorus aff. graeffei, is uitsluitend te vinden op de berg Kaputar.

## Leefgebied
Rodedriehoekslakken komen in vochtige situaties voor in verschillende leefgebieden, waaronder stadstuinen, bossen, bosgebieden en heidevelden. Deze slakken grazen op algen die groeien op het gladde schorsoppervlak van sommige eucalyptusbomen en op rotsen.